# Йожен дьо Растиняк
Йожен дьо Растиняк е въображаем герой от Човешка комедия – поредица от романи на Оноре дьо Балзак. Той се появява като главен герой в Дядо Горио (1835) и неговия социален напредък в пост-революционна Франция, изобразен от Балзак, може да бъде проследен чрез разнообразните проявления на Растиняк в други книги от поредицата.
Първоначално Растиняк е изобразен като амбициозен млад мъж от знатно (макар и бедно) потекло, който е едновременно завистлив и наивен по отношение на висшето общество. Въпреки че е готов да направи каквото и да е, за да постигне своите цели, той отхвърля с презрение съвета на Вотрен (тъмният криминален гений от поредицата) и вместо това използва своя собствен разум и чар (особено в отношенията си с жените, като неговата братовчедка госпожа дьо Босеан), за да достигне до своя край. Социалният успех, който постига в крайна сметка във въображаемия свят на Човешка комедия, често е противопоставян с трагичния крах на друг млад парвеню в поредицата: Люсиен дьо Рюбампре (който приема предложената от Вотрен помощ и приключва живота си в неговите ръце).
В днешния френски език, да се отнесеш към някого с „Растиняк“, означава да го наречеш амбициозен „кариерист“ или социален катерач.

## Растиняк вЧовешка комедия
Книги, които включват Растиняк като главен герой или които разкриват нещо за неговото развитие:
1819 – Дядо Горио (1835) – Растиняк е 21-годишен студент в Париж. Той прави първите си набези във висшето общество (в пълна степен, разчитайки на ресурсите на семейството си), изкушен, но отхвърлящ машинациите на Вотрен, и се сблъсква с цинизма и фалша на хората, които среща. Желаещ първоначално контеса Анастази дьо Ресто (дъщеря на дядо Горио), той е убеден да стане любовник на нейната сестра Делфин (съпруга на барон дьо Нюсенжен, богат елзасец) от своята братовчедка виконтеса дьо Босеан, която има голяма интуиция за живота в Париж и действа като негов патрон. Горио одобрява Растиняк за любовник на Делфин и съди Нюсенжен, за да ѝ даде контрол върху зестрата ѝ Goriot. Тогава Делфин настанява Растиняк в обзаведено помещение. При смъртта на Горио, Растиняк е сред малкото, които присъствят на неговото погребение и от височините на гробището Пер Лашез той гледа надолу към френската столица и прави своята известна прокламация „À nous deux, maintenant!“ („Сега това е между теб и мен!“)